# Agasul
Agasul är en ort i kommunen Illnau-Effretikon i kantonen Zürich i Schweiz. Den ligger cirka 16 kilometer nordost om centrala Zürich och cirka 8,5 kilometer söder om Winterthur. Orten har 65 invånare (2022).